# Peña Negra (montaña)
Peña Negra es una montaña localizada en el límite de las provincias de Orense y Zamora, en las cercanías del parque natural del Lago de Sanabria y alrededores, con una altitud de 2.121 metros.

## Características
Se encuentra en las cercanías de Peña Trevinca (2.127 m), altura máxima de Galicia y de la provincia de Zamora.